# Chattahoochee Hills

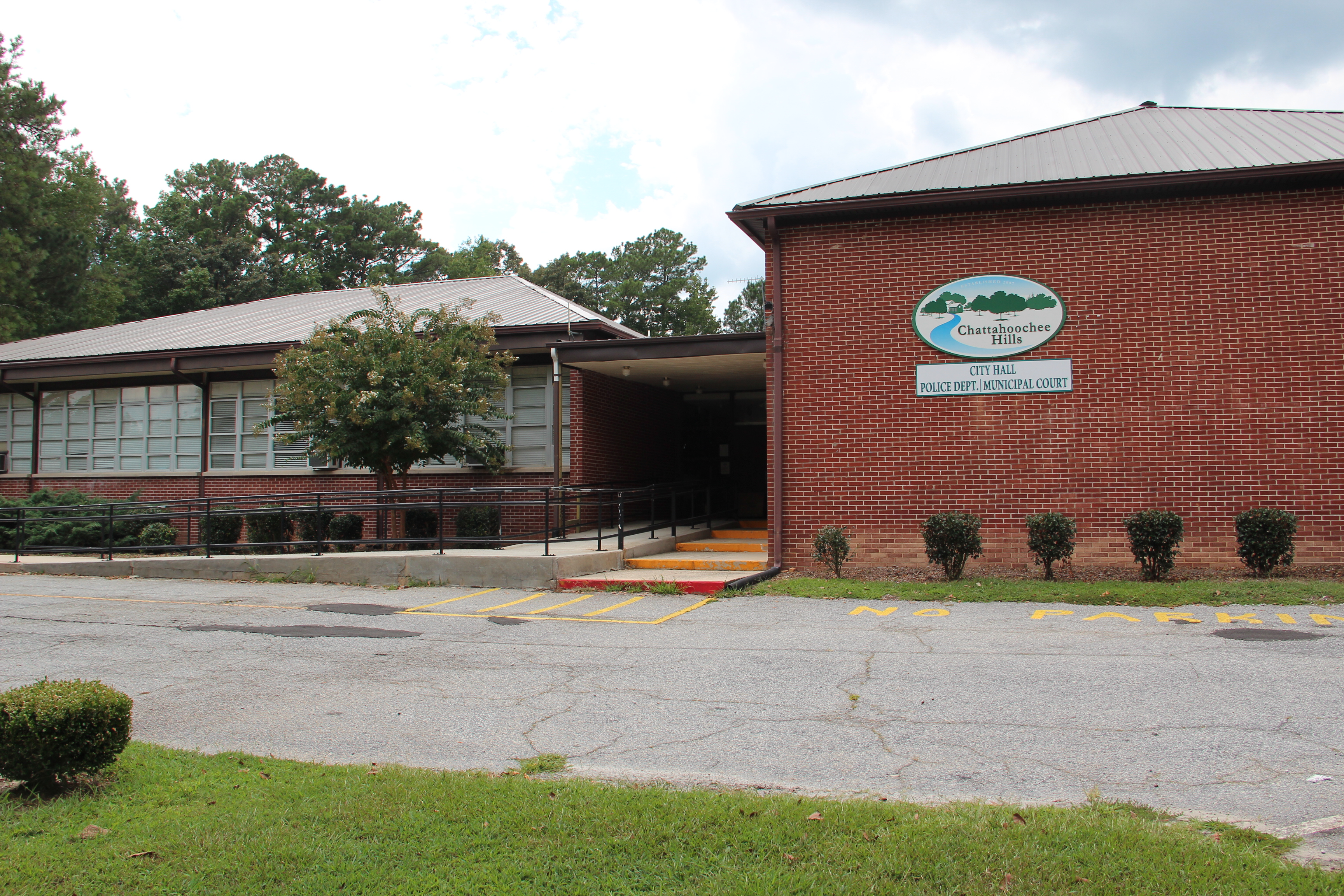
Casa em Chattahoochee Hills

Chattahoochee Hills (anteriormente Chattahoochee Hill Country) é uma cidade no sul do Condado de Fulton, Georgia, Estados Unidos. Segundo o censo de 2010, tinha uma população de 2.378 residentes em área de pouco mais de 32 mil hectares. É a parte incorporada de uma região chamada "Chattahoochee Hill Country", uma área que abrange cerca de 60.000 hectares (240 km2) ao sudoeste de Atlanta, limitada no lado noroeste pelo rio Chattahoochee. Diferente do resto da área metropolitana de Atlanta, ainda é relativamente pouco desenvolvida, e maior parte do seu caráter rural permanece inalterado. A maioria da área mais ampla compreende a parte oeste-sudoeste do sul de Fulton, e partes menores adjacentes do sul do Condado de Douglas, leste do Condado de Carroll, e norte do Condado de Coweta.